# Ammophila ruficosta
Ammophila ruficosta är en biart som beskrevs av Maximilian Spinola 1851. Ammophila ruficosta ingår i släktet Ammophila och familjen grävsteklar. Inga underarter finns listade i Catalogue of Life.